# Holmöarnas naturreservat
Holmöarnas naturreservat är ett naturreservat i Umeå kommun i Västerbottens län.
Området är naturskyddat sedan 1983 och är 24 209 hektar stort. Reservatet omfattar östra delen av Holmön och vatten, skär och öar i Holmöarna.